# Giuseppe Piroli
Giuseppe Piroli (Busseto, 16 febbraio 1815 – Roma, 14 novembre 1890) è stato un politico italiano.
Fu senatore del Regno d'Italia nella XV legislatura.